# Dowództwo Połączonych Sił Morskich Cieśnin Bałtyckich i Bałtyku Zachodniego COMNAVBALTAP
Dowództwo Połączonych Sił Morskich Cieśnin Bałtyckich i Bałtyku Zachodniego (ang. Allied Naval Forces Baltic COMNAVBALTAP) – nieistniejące już jedno z dowództw taktyczno-operacyjnych NATO.

## Formowanie i zmiany organizacyjne
W 1962 utworzono Dowództwo Połączonych Sił Cieśnin Bałtyckich i Bałtyku Zachodniego COMBALTAP, któremu podporządkowano wszystkie niemieckie siły morskie stacjonujące w bazach morskich Zatoki Helgolandzkiej, Zatoki Kilońskiej i Meklemburskiej, wydzielone niemieckie siły lądowe i siły powietrzne, a także siły zbrojne Danii. Za komponent morski odpowiadało Dowództwo Połączonych Sił Morskich Cieśnin Bałtyckich i Bałtyku Zachodniego COMNAVBALTAP. Siły morskie tworzyły zespoły operacyjne, które operowały w wyznaczonych rejonach, z określonymi zadaniami do wykonania. Dowódcami COMNAVBALTAP byli naprzemiennie oficerowie duńscy i niemieccy.
12 grudnia 1991 NATO zatwierdziło Dyrektywę Komitetu Wojskowego do wojskowej implementacji Sojuszniczej Koncepcji Strategicznej MC-400. Podjęte decyzję w zakresie restrukturyzacji i zmian organizacyjnych w zintegrowanych strukturach dowodzenia NATO dotyczyły głównie Europejskiego Teatru Wojny. W styczniu 1994 Dowództwo Połączonych Sił Cieśnin Bałtyckich i Bałtyku Zachodniego zostało wyłączone ze struktur Dowództwa Połączonych Sił Sojuszniczych Europy Północnej i podporządkowane Dowództwu Połączonych Sił Sojuszniczych Europy Centralnej AFCENT. W tym też czasie zlikwidowano Dowództwo Połączonych Sił Morskich Cieśnin Bałtyckich i Bałtyku Zachodniego COMNAVBALTAP.

## Cele i zadnia
Celem dowództwa BALTAPU było ograniczenie działalności sił Zjednoczonej Floty Bałtyckiej w południowej i środkowej części Morza Bałtyckiego i niedopuszczenie do przejęcia przez nie inicjatywy operacyjnej oraz blokowanie i niszczenie sił okrętowych. Główny wysiłek działań planowało skupić na działaniach okrętów podwodnych, lotnictwa myśliwsko-bombowego i myśliwskiego, lekkich nawodnych sił uderzeniowych oraz sił trałowo-minowych. Komponentem morskim kierowało COMNAVBALTAP. 

 W razie konfliktu, w działaniach na Morzu Bałtyckim, Północnym i Norweskim, planowano użyć około 440 okrętów.
Na Morzu Bałtyckim, w jego północnej i środkowej części, działania miały prowadzić okręty podwodne ze składu Z.O. 457, w zachodniej części Morza Bałtyckiego – Z.O. 420 sił morskich Danii oraz Z.O. 500 wydzielonych sił morskich RFN. Działania przeciwko ZOB Floty Bałtyckiej miały prowadzić lekkie nawodne siły uderzeniowe, w tym KTR-40 typu 143 i 148 sił morskich RFN ze składu Z.O. 500 oraz KTR-10 typu Willemoes sił morskich Danii ze składu Z.O. 420. Planowano utworzyć do 15 okrętowych grup uderzeniowych w składzie 3-4 KTR. Wsparcia lekkim nawodnym siłom uderzeniowym działającym na Bałtyku Zachodnim miały udzielić KTR typu Snögg, Storm i Hauk sił morskich Norwegii z zespołu Z.O. 461.
Celem zablokowanie sił Zjednoczonej Floty Bałtyckiej planowano utworzyć głęboko urzutowane rubieże działań sił uderzeniowych. Pierwszą rubież miały stanowić 20 okrętów podwodnych typu 205 i 206 marynarek RFN i Danii. OOP miały postawić zagrody minowe na podejściach do baz morskich i portów kilka dni przed planowanym początkiem działań bojowych. Drugą rubież miało stanowić lotnictwo myśliwsko-bombowe, a ostatnią rubież tworzyły lekkie nawodne siły uderzeniowe.

## Struktura COMBALTAP
w latach 80. XX w.
- Dowództwo Połączonych Sił Morskich Cieśnin Bałtyckich i Bałtyku Zachodniego COMNAVBALTAP – Karup
  - ZO 500 – Bałtyk Zachodni
    - niemiecka 2 eskadra kutrów rakietowych
    - niemiecka 3 eskadra kutrów rakietowych
    - niemiecka 5 eskadra kutrów rakietowych
    - niemiecka 7 eskadra kutrów rakietowych
    - niemiecka 1 eskadra trałowców
    - niemiecka 3 eskadra trałowców
    - niemiecka 5 eskadra trałowców
    - niemiecka 7 eskadra trałowców
    - niemiecka 1 eskadra zaopatrzenia
    - niemiecka eskadra ścigaczy OP
    - niemiecka grupa okrętów desantowych

  - ZO 420 – Bałtyk Zachodni
    - duńska eskadra fregat
    - duńska 1 eskadra kutrów rakietowych
    - duńska eskadra trałowców
    - duńska 3 eskadra SM
    - duński dywizjon MS

  - ZO 457 – Bałtyk Środkowy
    - niemiecka 1 eskadra OP
    - niemiecka 3 eskadra OP
    - duńska eskadra OP

  - ZO 445 – Morze Północne
    - eskadra obrony przeciwminowej
    - 2 eskadra zaopatrzenia

  - ZO 501 – Morze Północne
    - niemiecka 1 eskadra niszczycieli rakietowych
    - niemiecka 2 eskadra niszczycieli rakietowych
    - niemiecka 4 eskadra fregat rakietowych